# Joao Grimaldo
Joao Alberto Grimaldo Ubidia (Lima, 20 februari 2003) is een Peruviaanse profvoetballer die doorgaans als aanvaller speelt. In het seizoen 2024-2025 heeft hij een 4 jarig contract getekend bij FK Partizan Belgrado.

## Clubcarrière
Grimaldo speelde tot 2015 in de jeugd van Esther Grande, waarna hij verkaste naar Sporting Cristal.

## Erelijst
Sporting Cristal
- Primera División: 2020
- Copa Bicentenario: 2021
- Torneo Apertura: 2021